# Leandra grandifolia
Leandra grandifolia är en tvåhjärtbladig växtart som beskrevs av Célestin Alfred Cogniaux. Leandra grandifolia ingår i släktet Leandra och familjen Melastomataceae. Inga underarter finns listade i Catalogue of Life.